# Кубик (мультфильм)
«Кубик», «Кубик-рубик» — мультипликационный телеальманах для школьников производства Гостелерадио СССР, включающий мультфильмы «Коробка с карандашами», «Зайца не видали?» и «Кубик Рубик клоунада».

## Создатели
- Авторы сценария: Сергей Таск, Альберт Иванов, Александр Татарский
- Режиссёры и мультипликаторы: Александр Татарский, Игорь Ковалёв, Владлен Барбэ, Александр Федулов
- Художники-постановщики: Игорь Ковалёв, Елена Косарева
- Операторы: Владимир Милованов, Эрнст Гаман
- Композиторы: Григорий Гладков, Юрий Чернавский
- Звукооператор: Наум Боярский
- Роли озвучивали:
  - Алексей Птицын — собаки / заяц (голосовые эффекты)
  - Алексей Борзунов — заяц
  - Григорий Гладков — вокал (Коробка с Карандашами)[источник не указан 86 дней] (нет в титрах)
  - Юрий Пузырёв — высокий охотник
  - Артём Карапетян — низкий охотник
- Над фильмом работали: Наталья Базельцева, Андрей Свислоцкий, Евгений Делюсин, Алла Юрковская, Игорь Медник, Кирилл Малянтович, Игорь Романов, Ольга Хорова, Ирина Дорошенко
- Монтажёр: Любовь Георгиева
- Редактор: Елизавета Бабахина
- Директор: Зинаида Сараева

## Сюжет

### Коробка с карандашами
Музыкальный мультипликационный фильм на песню Григория Гладкова «Коробка с карандашами» (по стихотворению Владимира Приходько «Для тех, кто рисует»). В кадре — обычная жилая комната, шкаф, полка, коробка с карандашами. В форме песни рассказывается, что с их помощью можно увидеть всё, стоит только захотеть: животных, лес, цирк…
Съёмочная группа:
| автор сценария                     | Сергей Таск                                                                                   |
| режиссёр и художник-мультипликатор | Владлен Барбэ                                                                                 |
| художник-постановщик               | Елена Косарева                                                                                |
| оператор                           | Владимир Милованов                                                                            |
| композитор                         | Григорий Гладков                                                                              |
| мультипликаторы и художники        | Андрей Свислоцкий, Евгений Делюсин, Алла Юрковская, Игорь Медник, Игорь Романов, Ольга Хорова |

Продолжительность: 2 мин. 40 сек.

### Зайца не видали?
Два охотника ищут зайца. Но, наткнувшись на него, не узнают и просят его о помощи в поисках. Заяц пытается им помочь, постепенно забывая, что он сам и есть заяц. В итоге охотники уезжают на поезде, оставив своё ружьё зайцу, который продолжает поиски…
Музыкальную тему композитор Юрий Чернавский также использовал в фильме «Выше Радуги» для песни «Сирена» (в исполнении Аллы Пугачёвой), а также в мультфильме «Братья Пилоты вдруг решили поохотиться».
Съёмочная группа:
| автор сценария                     | Альберт Иванов                                           |
| режиссёр и художник-мультипликатор | Александр Федулов                                        |
| оператор                           | Владимир Милованов                                       |
| композитор                         | Юрий Чернавский                                          |
| мультипликаторы и художники        | Александр Федулов, Кирилл Малянтович, Наталья Базельцева |

Продолжительность: 2 мин 44 сек
Награды:
- 28 сентября 1986 — Лауреат V фестиваля молодых кинематографистов города Москвы, приз за лучшую режиссёрскую работу Александру Федулову, за сюжет «Зайца не видали?» в мультфильме «Кубик».[2]

### Кубик Рубик клоунада
Две собаки в клоунских шляпках собираются играть в городки. Один из них выстраивает себе фигуру для разбивания, но никак не может удовлетвориться её сложностью, и в итоге получается высокая и сложная конструкция, на вершине которой оба сидят, пьют чай из самовара и закусывают блюдцами.
Съёмочная группа:
| автор сценария                        | Александр Татарский                                                                   |
| режиссёры и художники-мультипликаторы | Игорь Ковалёв, Александр Татарский                                                    |
| художник-постановщик                  | Игорь Ковалёв                                                                         |
| оператор                              | Эрнст Гаман                                                                           |
| композитор                            | Юрий Чернавский                                                                       |
| мультипликаторы и художники           | Владлен Барбэ, Александр Татарский, Александр Федулов, Игорь Ковалёв, Ирина Дорошенко |

Продолжительность: 2 мин. 55 сек.
В 1990—1991 годах с героями мультфильма «Кубик Рубик клоунада», московской студией Pilot были созданы четыре мультфильма: Чудеса (1990), Авиаторы (1990), Ловцы жемчуга (1991) и Формула 1 (1991).